# Marie-Charlotte Nilsson Hegethorn

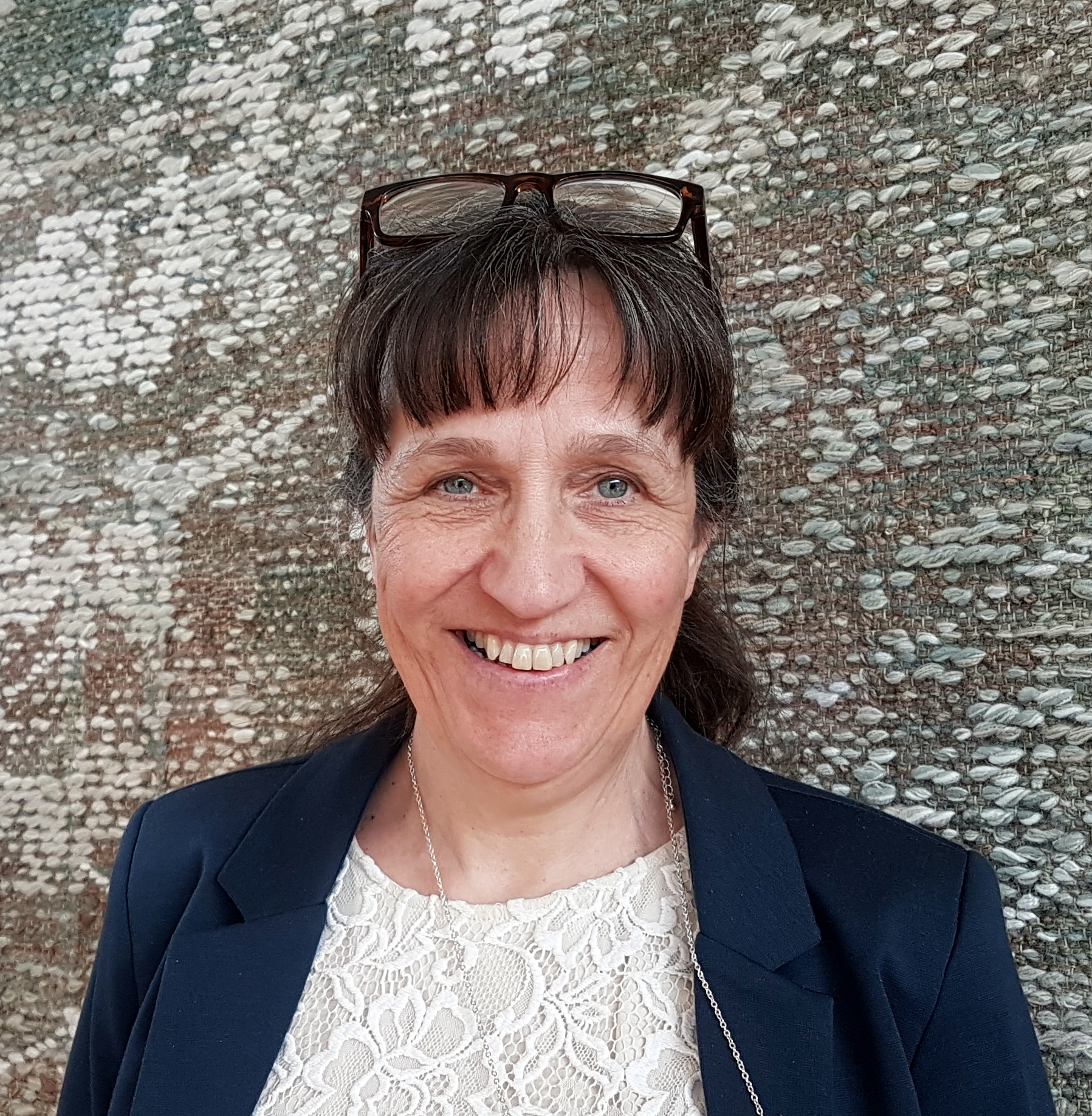
Marie-Charlotte Nilsson Hegethorn

Marie-Charlotte Nilsson Hegethorn, född 1960, blev professor i skoglig vegetationsekologi (1999) och därefter professor i skogsföryngring (2007) vid Sveriges lantbruksuniversitet.

## Karriär
Hegethorn avlade sin doktorsexamen 1993, som belönades med Kungliga Skogs- och Lantbruksakademiens pris för bästa doktorsavhandling 1994. Hennes huvudsakliga forskningsområden är interaktioner mellan skogsplantor och annan vegetation, samt mellan växter och mark i boreala skogar. Ett anslutande forskningsområde är hur dessa interaktioner påverkas av bl.a. skogsbrand och klimatförändring. Hennes vetenskapliga produktion omfattar (fram till 2018) ca 130 vetenskapliga artiklar, bl.a. i Science och Nature.
Vid sidan av forskningskarriären har Marie-Charlotte Nilsson Hegethorn även varit en framgångsrik basketspelare (bl.a. i IKSU i division 1), samt därefter aktiv idrottsledare, som 2017 erhöll utmärkelsen Årets idrottsledare i Västerbotten.

## Familj
Marie-Charlotte Nilsson Hegethorn är sedan 2001 gift med Peter Hegethorn och har två barn.